# Pamacsos szemölcsösgomba
A pamacsos szemölcsösgomba (Thelephora penicillata) a Thelephoraceae családba tartozó, Európában és Észak-Amerikában elterjedt, nedves talajú lombos- és fenyőerdőkben élő, nem ehető gombafaj. 

## Megjelenése

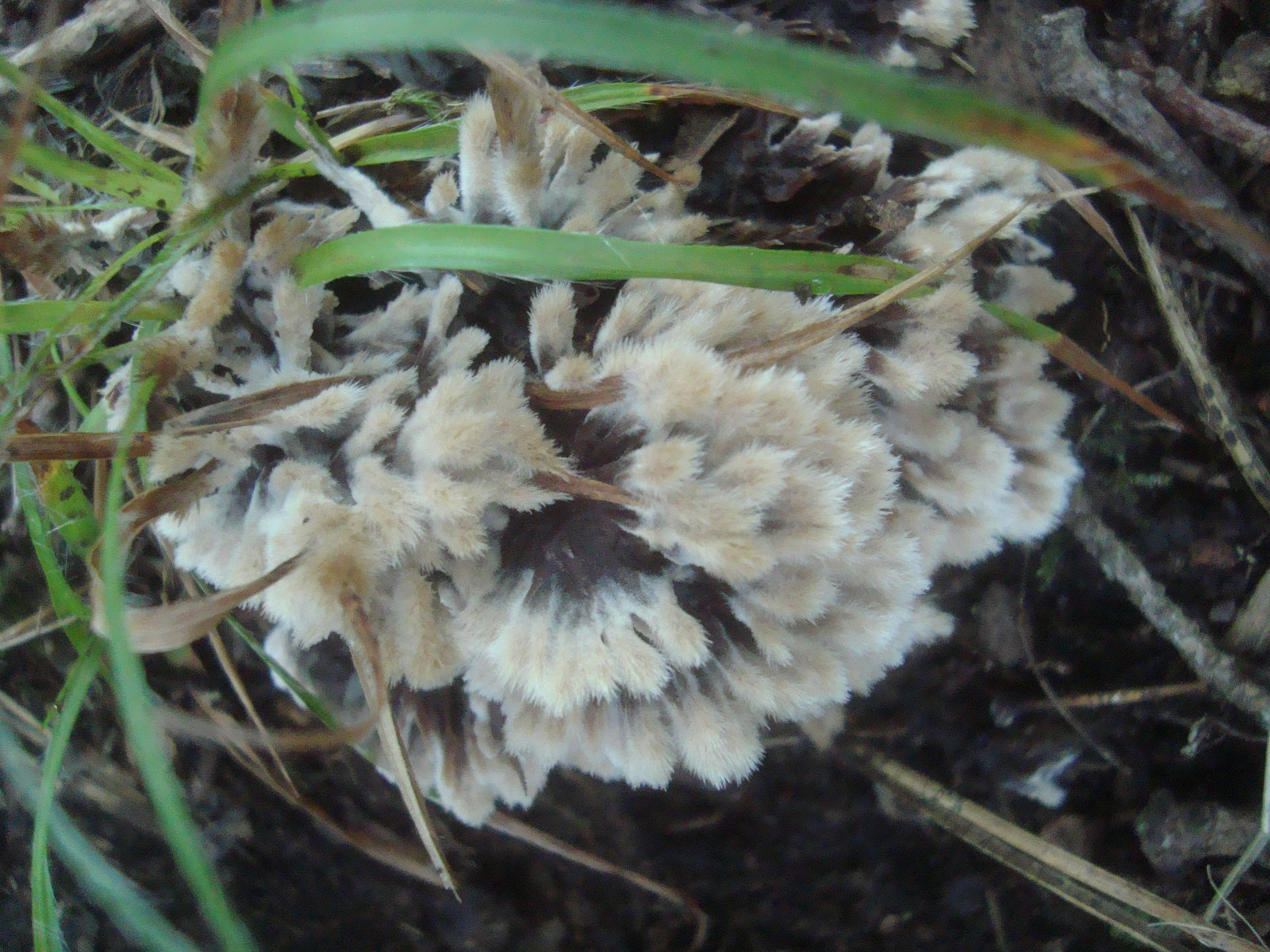

A pamacsos szemölcsösgomba termőteste 2-6 (10) cm széles, korallszerűen elágazó vagy piheszerű, csipkés pamacsokból áll, amelyek rozettaszerűen, laposan szétterülnek a talajon. Néha pár vékony, ecsetszerű, rojtos ágacska felfelé is állhat. Tönkje nincs. Színe eleinte fehéres, majd a töve felől fokozatosan, lassan bíborbarnásra színeződik, de az ágak vége világos marad. A termőréteg az ágak peremén található.
Húsa szívós, bőrszerű vagy kéregszerű. Szaga gyenge, földes; íze nem jellegzetes.
Spórapora bíborbarnás. Spórája szögletesen ellipszoid, szabálytalanul szemölcsös, mérete 7-10 x 5-7µm.

### Hasonló fajok
A talajlakó szemölcsösgomba vagy a virágos szemölcsösgomba hasonlíthat hozzá. 

## Elterjedése és termőhelye
Európában és Észak-Amerikában honos. Magyarországon ritka. 
Lomberdőkben és fenyvesekben él, erősen nedves avarban. Főleg bükk, gyertyán, tölgy, nyír vagy kéttűs fenyők alatt található. Augusztustól októberig terem.  
Nem ehető.  